# 브링 다운 더 하우스
《브링 다운 더 하우스》(영어: Bringing Down the House)는 미국에서 제작된 애덤 섕크먼 감독의 2003년 코미디 영화이다. 스티브 마틴, 퀸 라티파 등이 출연하였고, 아쇼크 암리트라지 등이 제작에 참여하였다.

## 출연
- 스티브 마틴
- 퀸 라티파
- 유진 레비
- 진 스마트
- 미시 파일
- 킴벌리 J. 브라운
- 스티브 해리스
- 앵거스 T. 존스
- 마이클 로즌바움
- 베티 화이트
- 조앤 플로라이트
- 빅터 웹스터

## 기타 제작진
- 공동 제작: 토드 리버먼
- 협력 제작: 쿠키 캐러셀라
- 배역: 빅토리아 토머스
- 미술: 린다 더세나
- 의상: 패멀라 위더스